# Leimonis
Leimonis is een geslacht van korstmossen behorend tot de familie Byssolomataceae. De typesoort is Leimonis erratica.

## Soorten
Volgens Index Fungorum bevat het geslacht twee soorten (peildatum december 2021)
| Soortnaam         | Auteur(s)                      | Publicatiejaar |
| ----------------- | ------------------------------ | -------------- |
| Leimonis erratica | (Körb.) R.C. Harris & Lendemer | 2009           |
| Leimonis lynceola | (Th. Fr.) Aptroot              | 2017           |